# All My Life (пісня Альони Ланської)
«All My Life» — пісня білоруської співачки Альони Ланської, з якою вона мала б представляти Білорусь на пісенному конкурсі Євробачення 2012 в Баку. Але пізніше співачку було дискваліфіковано.

## Історія
24 лютого 2012 року було оголошено, що виконавиця Альона Ланська дискваліфікована після проведення президентом Олександром Лукашенком розслідування, під час якого стало відомо про нечесну перемогу у відборі до конкурсу. Тому замість Ланської представником країни було обрано гурт «Litesound», який посів друге місце у відборі.